# Скороходов, Дмитрий Захарович
Дмитрий Захарович Скороходов — советский хозяйственный, государственный и политический деятель.

## Биография
Родился в 1909 году на станции Ханженково. Член КПСС с 1937 года.
С 1929 года — на хозяйственной, общественной и политической работе. В 1929—1970 гг. — рабочий шахты № 13 в Донецкой области, служил в Советской Армии, в органах Наркомата внутренних дел в Новопокровском и Отрадненском районах, инструктор, второй секретарь Новопокровского райкома КПСС, старший инструктор политотдела 48-й армии, второй, первый секретарь Геленджикского, первый секретарь Щербиновского, первый секретарь Крымского райкома КПСС, парторг Краснодарского крайкома КПСС по Крымскому территориальному производственному совхозно—колхозному управлению, секретарь его парткома.
Избирался депутатом Верховного Совета РСФСР 6-го созыва.
Умер до 1985 года.